# Thanvillé
Thanvillé é uma comuna francesa na região administrativa de Grande Leste, no departamento Baixo Reno. Estende-se por uma área de 1,91 km². Em 2010 a comuna tinha 608 habitantes (densidade: 318,3 hab./km²).